# Yvonne Ryding

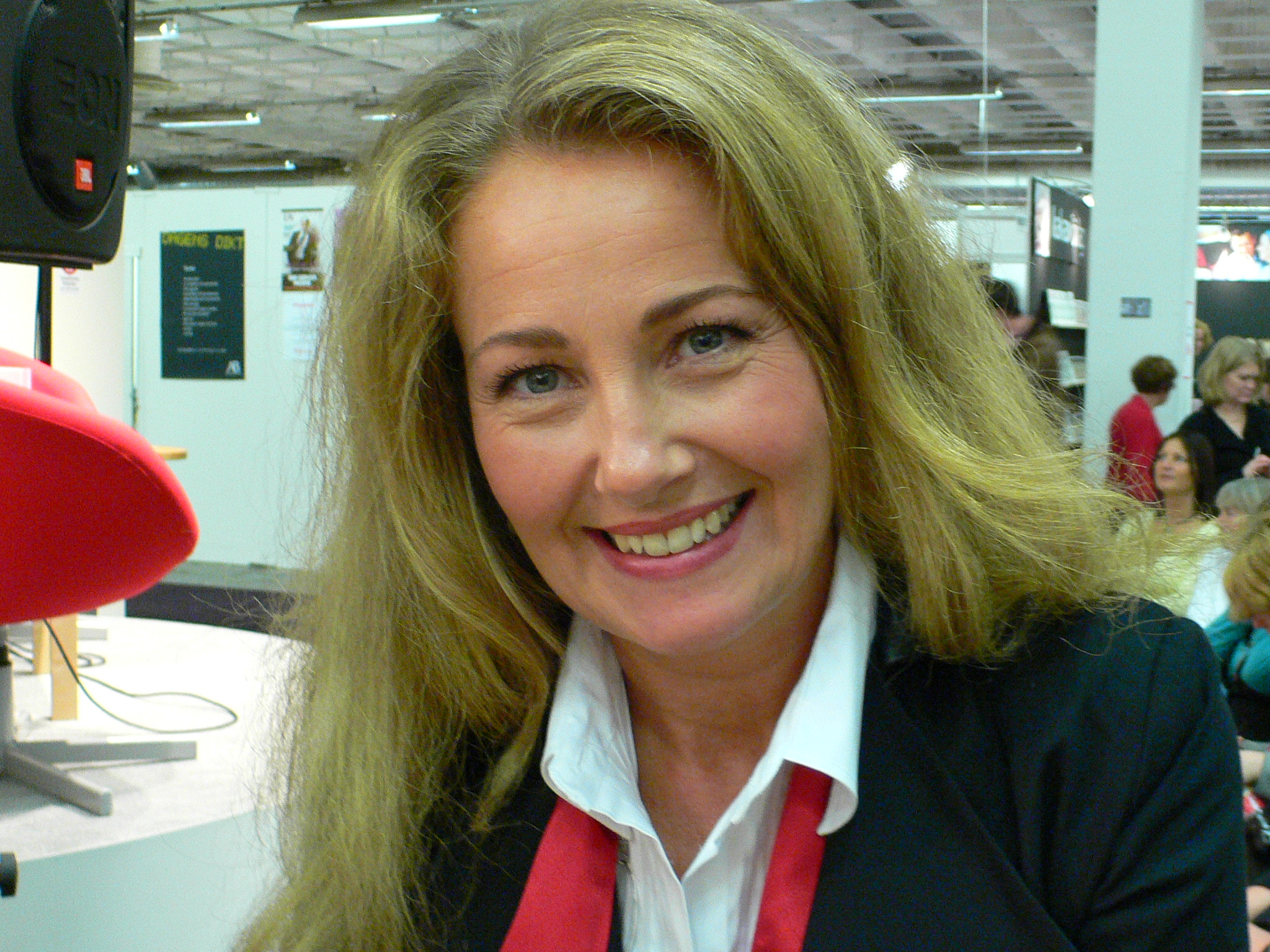
Yvonne Ryding

Yvonne Agneta Ryding (ur. 14 grudnia 1962 w Eskilstunie) – szwedzka supermodelka, tancerka i prezenterka telewizyjna. Miss Universe 1984.

## Życiorys
Jest córką Agnety i Stena Rydingów. W 1984 zwyciężyła w wyborach Miss Szwecji, po czym reprezentowała kraj w konkursie Miss Universe, w którym wygrała. W 1989 prowadziła program Melodifestivalen stanowiący szwedzkie eliminacje do Konkursu Piosenki Eurowizji. W 1997 uruchomiła własną linię kosmetyków „Y. Ryding”. W 2006 była gościem honorowym podczas finału wyborów Miss Universe 2006 w Los Angeles. Uczestniczyła w programach rozrywkowych telewizji TV4: Let’s Dance (2007) i Farmen VIP (2018).

### Życie prywatne
W 1986 poznała aktora Kjella Bergqvista, z którym ma dwie córki. Jest rozwiedziona.